# NGC 7060
NGC 7060 est une vaste galaxie spirale barrée située dans la constellation du Microscope. Sa vitesse par rapport au fond diffus cosmologique est de 4 597 ± 28 km/s, ce qui correspond à une distance de Hubble de 67,8 ± 4,8 Mpc (∼221 millions d'al). NGC 7060 a été découverte par l'astronome britannique John Herschel en 1836.
La classe de luminosité de NGC 7060 est I et c'est une radiogalaxie à large raie d'émission (LLAGN). Selon la base de données Simbad, NGC 7004 est une galaxie active de type Seyfert 1
À ce jour, une mesure non basée sur le décalage vers le rouge (redshift) donne une distance d'environ 48,700 Mpc (∼159 millions d'al). Cette valeur est nettement à l'extérieur des valeurs de la distance de Hubble. Notons que c'est avec la valeur moyenne des mesures indépendantes, lorsqu'elles existent, que la base de données NASA/IPAC calcule le diamètre d'une galaxie et qu'en conséquence le diamètre de NGC 7060 pourrait être d'environ 57,1 kpc (∼186 000 al) si on utilisait la distance de Hubble pour le calculer.

## Groupe d'IC 5105
Selon A. M. Garcia NGC 7060 fait partie du groupe d'IC 5105. Ce groupe de galaxies renferme au moins 19 membres. Les autres galaxies du groupe sont NGC 7057, NGC 7072, NGC 7075, NGC 7087, NGC 7110, NGC 7130, IC 5105, IC 5105A, IC 5128, IC 5139, et huit galaxies du catalogue ESO.